# Liste der Kreisstraßen in Gelsenkirchen
Die Liste der Kreisstraßen in Gelsenkirchen ist eine Auflistung der Kreisstraßen in der kreisfreien Stadt Gelsenkirchen, Nordrhein-Westfalen.

## Abkürzungen
- K: Kreisstraße
- L: Landesstraße

## Liste
Die Kreisstraßen behalten die ihnen zugewiesene Nummer innerhalb von Nordrhein-Westfalen auch bei einem Wechsel in einen Kreis oder in eine andere kreisfreie Stadt. Nicht vorhandene bzw. nicht nachgewiesene Kreisstraßen werden in Kursivdruck gekennzeichnet, ebenso Straßen und Straßenabschnitte, die unabhängig vom Grund (Herabstufung zu einer Gemeindestraße oder Höherstufung) keine Kreisstraßen mehr sind.
Der Straßenverlauf wird in der Regel von Nord nach Süd und von West nach Ost angegeben.
| Nr.  | Verlauf |
| ---- | --- |
| K 1  | L 502 – Valentinstraße – L 608 – Valentinstraße – Bergmannsglückstraße – Pawicker Straße – |
| K 3  | (K 3 im Kreis Recklinghausen) – Stadtgrenze – Stadtgrenze am südlichen Straßenrand – Scheideweg – Stadtgrenze – (K 3 im Kreis Recklinghausen) – Stadtgrenze – Stadtgrenze am westlichen Straßenrand – Zweckeler Straße – Büsestraße – L 511 |
| K 4  | L 448 – Emil-Zimmermann-Allee – L 608 – Emil-Zimmermann-Allee – – Middelicher Straße – L 630 – Middelicher Straße – L 622 |
| K 5  | L 630 – Gartenstraße – Oststraße – – Cranger Straße – Darler Heide – Adenauerallee – K 11 – Adenauerallee – Uechtingstraße – Alfred-Zingler-Straße – – Alfred-Zingler-Straße – K 12                                                         |
| K 8  | L 627 – Bergmannstraße – K 9 – Hofstraße – Stadtgrenze – (keine klassifizierte Straße in Herne) |
| K 9  | – Reckfeldstraße – K 12 – Reckfeldstraße – Erdbrüggenstraße – L 639 – Florastraße – Konradstraße – Ostpreußenstraße – K 8 – Ostpreußenstraße – Stadtgrenze – (K 9 in Bochum)                                                                |
| K 11 | L 608 – Willy-Brandt-Allee – K 5 – Willy-Brandt-Allee – |
| K 12 | L 608 – Hochkampstraße – K 5 – Marschallstraße – – Bickernstraße – K 9 – Bickernstraße – Stadtgrenze – (K 12 in Herne) |
| K 18 | L 633 – Lehrhovebruch – – Lehrhovebruch – K 19 – Lehrhovebruch – Stadtgrenze – (K 18 in Essen) |
| K 19 | (K 19 in Essen) – Stadtgrenze – Altenessener Straße – K 18 |
| K 21 | L 64 – Feldmarkstraße – Stadtgrenze südlich der Straße – Stadtgrenze – (K 21 in Essen) |
| K 33 | (K 33 im Kreis Recklinghausen) – Stadtgrenze – Kirchhellenstraße – Bellendorfsweg – |

## Quelle
- Landesvermessungsamt Nordrhein-Westfalen, Kreiskarte Nr. 60: Die kreisfreien Städte im Ruhrgebiet